# Gerardo Reinoso
Gerardo Manuel Reinoso Torres (* 16. Mai 1965 in La Rioja) ist ein ehemaliger argentinischer Fußballspieler und -trainer. Der Mittelfeldspieler gewann mit Independiente 1984 die Copa Libertadores und den Weltpokal.

## Karriere

### Spieler
Gerardo Reinoso begann seine Karriere 1983 bei CA Independiente und wurde in seiner Debütsaison argentinischer Meister. Im Folgejahr gewann er die Copa Libertadores und den Weltpokal. Als junger Spieler war er kein Stammspieler im erfolgreichen Team, wurde aber im Hinspiel des Finales der Copa Libertadores eingewechselt. 1988 wechselte er zu River Plate und im Folgejahr nach Chile zu Universidad Católica. Dort gewann er 1991 die Copa Chile und erreichte das Finale der Copa Libertadores 1993. Während seiner Zeit bei Universidad Católica war er im Juli 1991 an die Boca Juniors verliehen, wo er in den Finalspielen auflief, in denen die Juniors Vizemeister wurden. Reinoso spielte ab 1993 für weitere Klubs in Mexiko, Kolumbien, Ecuador, Chile und Bolivien. 2003 beendete er seine Karriere bei Oriente Petrolero in Bolivien.

### Trainer
Reinoso wurde nach seinem Karriereende Trainer in den unteren Ligen Argentiniens und übernahm 2004 die Rangers de Talca in Chile. Mit Luis Ángel Firpo gewann er 2008 die salvadorianische Meisterschaft. Anschließend kehrte er nach Argentinien zurück und wechselte 2014 nach Chile, wo er Deportes Valdivia und Trasandino trainierte. Nach einer Interimsstation bei Celaya FC in Mexiko kam er über Miami United FC aus den USA, Heredia aus Guatemala 2023 zu Ciclón aus der bolivianischen zweiten Liga.

## Erfolge

### Spieler
CA Independiente
- Argentinischer Meister: 1983
- Copa-Libertadores-Sieger: 1984
- Weltpokalsieger: 1984

River Plate
- Argentinischer Meister: 1989

Universidad Católica
- Chilenischer Pokalsieger: 1991

Unión Española
- Chilenischer Zweitligameister: 1999

### Trainer
Firpo
- Salvadorianischer Meister: 2008-C